# Горњоберезинска равница
Горњоберезинска (Верхњебјарезинска) низија (блр. Верхнебярэзінская нізіна, рус. Верхнеберезинская низменность) низијско је подручје у северном делу Белорусије. На северу је ограничена обронцима Свенцјанског побрђа, на истоку је Ушачко-Лепељско побрђе и Чашничка равница, док су на југу Докшичко и Плешчаничко побрђе (оба микроцелине Минског побрђа). На западу се даље наставља на Нарачанско-Вилејску равницу.
Простире се преко територија Глибочког, Лепељског, Ушачког и Чашничког рејона Витепске области, те преко делова Барисавског, Вилејског, Крупског, Лагојског и Смаљавичког рејона Минске области.
Протеже се од севера ка југу дужином од око 100 км, односно у правцу запад-исток ширином између 15 и 50 км. Укупна површина ове географске целине је око 4.300 км².
Надморске висине крећу се од 180 метара на северу до максимално 160 метара у јужном делу. Површински рељеф настао је као последица деловања ледничке ерозије, а са простране равнице местимично се уздижу реликтни моренски гребени висине до 20 метара.
Важније реке које теку преко ове области су Ушача, Гајна и Еса. Највеће је Лукомско језеро.
Под шумама је око 40% територије (са доминантним боровима), док су најнижи делови обрасли мочварном вегетацијом.